# ハッスル (プロレス)
ハッスルは、日本のプロレスプロモーション。

## 概要
PRIDEを主催していたドリームステージエンターテインメントとプロレスリングZERO-ONEが手を組み、既成のプロレスとは一線を画したファイティング・オペラと位置付ける新しいスタイルの興行として始められた。
2004年1月4日、さいたまスーパーアリーナ メインアリーナで旗揚げ戦を開催してメインイベントの小川直也対ビル・ゴールドバーグ戦が話題を呼んだ。
初期の頃は、全日本プロレスも協力して三冠ヘビー級選手権試合が行われた。その後、ZERO-ONEの崩壊により事実上の後継団体であるプロレスリングZERO1-MAXを運営するファースト・オン・ステージとドリームステージエンターテインメントにより運営されて来た。2005年のハッスル・マニアからDSEとパチンコメーカー「京楽産業.」と業務提携を結んで以後、2009年7月までハッスルは京楽を冠スポンサーとして開催。
2007年4月、新たに運営会社として「ハッスルエンターテインメント株式会社」が設立された。同社には出版社のエンターブレインが資本参加し、同月以降の大会はDSEに代わって同社によって運営が行われてきたが、2009年秋以降、同社の資金難が表面化し、10月に行われた『ハッスル・ジハード2009』を最後に一時興行を休止。一時はFOSの協力を得て興行を再開したが、2010年7月に新団体『ハッスルMAN'Sワールド』が設立され、ハッスルエンターテインメント社は休眠することとなった（詳細は後述）。

## 概略
従来、キャプテン・ハッスルとして小川直也が率いるハッスル軍と、高田総統が率いる高田モンスター軍との抗争を中心とするストーリーが展開されていた。半世紀を超える日本のプロレス史の中でも特異に多彩なアングルとギミックを展開して、ユニークな容姿や性格のレスラーが多数登場し、また、芸能人や著名人がレスラーとして登場するなど、高いエンターテイメント性を追求するスタイルの興行を行っている。
また、試合形態も多岐にわたり、試合中に怪しげな音楽が流れる中試合をしたり、歌唱力を競い観客にジャッジを求めたり、フードファイターとプロレスラーが大食い対決をする「食えんのか!!（「やれんのか! 大晦日! 2007」のパクリ）」、巨大なスロットで大当たりが出るとミルコ・クロコップが助っ人として現れたり、マーク・ハントがパンチ1発で形勢逆転の助っ人として現れたり、試合中に、ほしのあきが胸を強調してリングに登場したりとバラエティ豊かである。
「ファイティング・オペラ」と称するギミック満載の派手な演出、有料放送の視聴者を意識したカメラワーク、マイクパフォーマンスの重要性、興行までの仕掛けなどは、WWEを参考にしながら練られていた部分もある。しかしながら、2005年のハッスルマニアあたりからWWEでも行われていないような新機軸を打ち出し始め、国内の団体では実券の販売ではトップとなった。また、サラリーマン、OL、家族連れが非常に多いのも特徴であるとともに、既存のプロレスでは飽き足らないファンやPRIDEから流れてきた総合格闘技ファンもいるなど多様な客層が特徴であった。

## 歴史

### 前史
2002年、ボブ・サップのブレイクを背景に格闘技イベントK-1と全日本プロレスが手を組んでプロレスイベントのファンタジーファイトWRESTLE-1を開始した。これにPRIDEのDSEが運営協力しており、同社の関連会社がアメリカ人の著名なプロレスラーのビル・ゴールドバーグと7試合の契約を結んでWRESTLE-1と全日本プロレスに参戦させていた。ところが、2003年にK-1とPRIDEが仲違いを起こし、ゴールドバーグの契約が未消化で残った。かねてからプロレスイベントをやる構想を『紙のプロレス』編集長の山口日昇と語り合っていたDSE代表の榊原信行がこのゴールドバーグの契約に未消化分があることをきっかけとして、同年6月頃から高田延彦、ZERO-ONEの小川直也や橋本真也といったプロレスラーや元プロレスラー、ZERO-ONE専務の中村祥之といったフロントと話し合い、協力体制の元でハッスルを立ち上げることになった。

### 旗揚げ後
2003年12月4日、ハッスル1開催発表会見の席上で、PRIDE男祭りの4日後（2004年1月4日）の開催ということで大丈夫か?（選手の体調面〈ケガなど〉は問題ないのか）という記者の質問に、DSE代表の榊原信行が「プロレスということなんで大丈夫です!」という発言（PRIDEという格闘技に対してプロレスはPRIDEほどのダメージは無いという、プロレスを蔑んだ言い方）をして小川が机を投げ飛ばして食ってかかったことでハッスルのストーリーは始まった。その後、橋本真也と共にPRIDE男祭りに登場して高田延彦に宣戦布告、PRIDE戦士を集めたハッスル高田軍対小川直也・橋本真也+ZERO-ONE連合軍の構図で立ち上がった（ハッスル1開催直前に高田延彦がアメリカでゴールドバーグと接触し、小川や橋本が先述のDSE榊原に食ってかかったシーンに対するコメントと、ゴールドバーグと向かい合い上腕部をクロスさせ2人で「ハッスル1」と叫ぶ決めポーズがプロモーションビデオで上映された。また、そのビデオ内で高田は橋本のことをポーク、小川のことをチキンと呼んでいた）。
ハッスル1（2004年1月4日、さいたまスーパーアリーナ）は毎年恒例となっていた新日本プロレス東京ドーム大会と同日に開催したことで、反発を呼んだ。
内容面でも格闘技色の強い試合を行ったり、WRESTLE-1の色合いを残すなど方向性が定まらなかった。しかし、ハッスル2（2004年3月、横浜アリーナ）以降は日本プロレス界を壊滅すべく強力な刺客たち=高田モンスター軍を次々と送り込む高田総統が登場。それに対し、キャプテン・ハッスル（小川直也）、ハッスル・キング（橋本真也）、ハッスルK（川田利明、その後モンスター軍へ加入し、モンスターKと命名）を中心とするハッスル軍が登場する。彼らが苦しみながらもこれに立ち向かっていく、という後のストーリーが軸となる基本路線が確立された。

### ドリームステージエンターテインメント体制
2004年6月4日、笹原圭一がゼネラルマネージャーに、臼杵彩子がパブリックリレーションに就任して以降（ハッスル4以降）は、事前の記者会見等で抗争や因縁が勃発、それをハッスル・ハウスで発展させ、ナンバーシリーズで決着させるという三幕構成が定着した。
この頃は小川直也がPRIDEヘビー級グランプリに参戦し、ハッスルポーズを披露したこともあって、ハッスルのブランドは世間一般に認知していった。また、『アサヒ芸能』誌で「ハッスル2」の流出した進行台本（勝者やマイクパフォーマンスの言葉が記載）が掲載されるという事件が起こったが、続く「ハッスル3」の煽りで専務（当時）の中村が白紙の台本を持ってスキットに参加し、スキャンダルのアングル化を行った。
一方で、ゼネラルマネージャーとPRの入れ替えも行われ、2005年4月19日には臼杵PRと入れ替わる形で岸本PRが2代目PRを襲名し、2005年『ハッスル・ハウスvol.9』で行われたハッスル総選挙にて草間政一が勝利して草間GMが誕生した。その年の『ハッスル・ハウスクリスマスSP』でのVTRにて入れ替わるかたちで鈴木浩子がゼネラルマネージャーに就任し、2006年に鈴木浩子のGM退任に伴いRGをGMに推薦するなど、リング内外でストーリーは展開した。
2005年11月3日、横浜アリーナで開催された「ハッスル・マニア2005」では、狂言師の和泉元彌、タレントのレイザーラモンHGの参戦が話題を呼び、連日ワイドショーなどで報道されて一気にブレイクし、満員の観衆を集めることに成功した。しかし、2006年6月、フジテレビがドリームステージエンターテインメントとの契約を解除したことで、ハッスルは危機を迎える。当初地上波放送される予定であった「ハッスル・エイド2006」は放送中止になり、「ハッスル・エイド2006」以降興行クレジットから東海テレビが外れている。2006年6月17日には、地上波放送中止になったものの、予定通り「ハッスル・エイド2006」（さいたまスーパーアリーナ）は開催され、「ハッスルで地球を救え!」を合い言葉に骨髄移植推進財団らとの協力で骨髄移植のドナー登録を呼び掛けた。

### 高田モンスター軍のハッスル支配
2007年、高田モンスター軍が100億モンスタードルでハッスルを買収したことにより、ハッスル軍の残党狩りが始まった。“キャプテン・ハッスル”としてハッスル軍を牽引してきた小川直也が高田モンスター軍に加わるというサプライズが起こったり、旧ハッスル軍の主力メンバーが高田モンスター軍に引き抜かれてしまったため、ハッスル軍はわずか4名（HG、RG、KUSHIDA、＼(^o^)／チエ）という壊滅状態に陥ったが、坂田亘らが協力するかたちで新生ハッスル軍は誕生し、新生ハッスル軍と高田モンスター軍との抗争が再び展開された。
5月1日、ハッスルエンターテインメントがそれまで運営していたドリームステージエンターテインメント（DSE）から権利譲渡を行ったことで、ハッスルは新体制の中でイベントが行われた。ハッスルを手掛けた旧DSEスタッフがハッスルエンターテインメントに移籍したことでスムーズに新体制へ移行できたが、笹原らPRIDEを手掛けたスタッフがPRIDE FC WORLDWIDEへ移籍したことで旧DSEは2つに分かれる格好となった。K-1との冷戦が終了したことで、K-1関連の用語が解禁され、月2回の興行開催、浜名湖競艇との提携やさまざまな企業のスポンサーがつくようになった。
また念願だった地上波進出にも成功して、「ハッスル・マニア2007」でようやく叶うことになった。2007年12月31日には、ハッスルでは初めて大晦日興行が行われ、「大晦日!ハッスル祭り2007」（さいたまスーパーアリーナ）を時間差放送したテレビ東京は、視聴率において万年最下位脱出に成功した。因みに、最下位は皮肉にもフジテレビであった。
2008年7月、大変革が行われ、ナンバーシリーズとハウスシリーズを統合したハッスル・ツアーを開始し、同時に『ハッスルGP 2008』が開幕した。また日本HUSTLE化計画が行われ、コンビニエンスストア・ローソンからカレーパンなどの商品が発売されたり、夏の江ノ島でのイベントや全国の自動車教習所などで試合が行われたり、8月にハッスル初のディナーショーが行われた。10月と11月には、北関東（栃木県、茨城県）での興行が行われ、栃木県から公式に県旗などの貸し出しがなされている。
12月30日、再び大晦日興行が行われ、ハッスル祭りがハッスル・マニアに吸収されるかたちで「大晦日!ハッスル・マニア2008」を開催。翌日（12月31日）にテレビ東京系列で放送されたが、前年と異なり当日放送ではなかったこと、「NHK紅白歌合戦」の2部が40%越えを記録したことなどが要因となり、前年視聴率最下位だったフジテレビの「FNS2008年クイズ!!」（生放送のクイズ番組）にも敗れ、3.4%と再び最下位に転落した。
2009年2月、ギャラの未払い分の支払いを求めて、インリン・オブ・ジョイトイ側がハッスルを提訴。このインリンの提訴がきっかけとなって、ハッスルの資金難が表面化した。
7月26日、「ハッスルエイド2009」において、高田総統がキングRIKIの紅のバックファイヤーを喰らい消滅。これによりモンスター軍は解散。7月30日の後楽園大会においてハッスル軍も解散を表明した。

### 新体制と混乱 - 大量離脱
8月15日、ハッスルによるファンイベントが神奈川・クイーンズスクエア横浜で行われ、その会場にてハッスル社長の山口日昇と、これまでのハッスル各大会をサポートし、また学生によるパフォーマンスGP「ハッスルどライヴ」 を主催してきたコンサルティング企業である株式会社クォンタムジャンプジャパン社長の酒井正和より、集まったファン2000人に向けて10月10日に東京・両国国技館でハッスルの新展開となる『ハッスル・ジハード2009』 を開催することが発表された。同時に10月10日の両国大会から酒井がハッスルの最高顧問に就任することも発表された。
8月27日、後楽園ホールでの越中詩郎デビュー30周年記念興行で酒井正和の社長就任も発表され、自らファンの前で挨拶を行ない、これまでのハッスルを“マンネリしたストーリー”、“山口社長の放漫経営による経営の悪化”と厳しく非難すると、「このたびハッスルの最高顧問に就任しまして、ハッスルをバージョンアップさせていくために、全力でバックアップしていきます」と宣言。さらに、『ハッスル・ジハード2009』の開催を改めてアナウンスすると、集まった観客から大きな拍手が飛び交った。
9月、RIKIが記者会見に登場した。RIKIは「圧倒的なまでの強さと力」をマニフェストに掲げ、『ハッスル・ジハード2009』にてハッスル連合軍との勝ち抜き戦を行うためにRIKI軍団を結成することを発表した。同時に、魔界の住人であるグレート・ムタに対しても挑発した。2009年10月10日『ハッスル・ジハード2009』が開催され、RIKI軍団がキングRIKIを残してハッスル連合軍との勝ち抜き戦を制した。試合終了後、キングRIKI、マグナムTOKYO、グレート・ムタによる3WAYマッチを『ハッスル・マニア2009』にて行われることがアナウンスされた。

### 中止
10月28日、記者会見が行われ、年内に予定している5大会のうち、『ハッスル・マニア2009』を除いた4大会の中止を発表した。中止になった大会には、翌日に控えていた後楽園大会も含まれており、異例の記者会見となった。理由としては、翌月開催予定の『ハッスル・マニア』一本に固める意向であることと、会社の状態が非常に不安定であることが挙げられている。さらに京楽が5年契約で結んでいた冠スポンサーを7月を以って打ち切ったことも判明した。この4大会の中止に加えて、ハッスルの携帯サイトも2010年1月13日をもって閉鎖することが発表された。また11月22日には唯一予定されていた『ハッスル・マニア2009』両国開催の断念が報道された。
12月8日、都内ホテルで緊急会見を開き、酒井がハッスル最高顧問を辞任して、新団体『SMASH』の旗揚げを発表した。島田裕二、大原はじめ、TAJIRI、小路晃、朱里といったハッスルの主力メンバーが大量離脱した。
SMASHの所属選手に天龍源一郎、川田利明、坂田亘の名前はなかったが、このうち天龍は2010年4月19日にプロレス団体「天龍プロジェクト」を旗揚げして、2011年5月20日にはSMASHと天龍プロジェクトが業務提携を結んだ。
12月23日、ハッスル事務所兼道場から荷物がすべて運び出され閉鎖された。

### 再開
2010年2月、ハッスル道場跡地において坂田が記者会見を行い、ハッスルを再始動させたいとの意向を明らかにした。ただし所属選手は坂田しか残っていないことや、興行再開のために必要な過去の未払金問題が依然未解決なままであることも同時に明らかになっている。
3月26日、4月30日に後楽園ホールにて『坂田“ハッスル”亘〜審判の日〜』として興行を再開することが発表された。2009年10月以降の大会中止の影響から危ぶまれた会場確保の問題は、元々ハッスルと友好関係にあるFOS（プロレスリングZERO1）の名義を借りることでクリアし、ZERO1社長の大谷晋二郎も興行への協力を快諾したという。ただし従来のファイティング・オペラ路線の継承については、坂田は「それをぶち壊して、新しいハッスルを作らないと野垂れ死んでしまう。」と否定しており、大幅に興行の方向性が変わることを示唆した。
4月11日、ZERO1の靖国神社大会において、興行休止発表以来マスコミの前から姿を消していたハッスルエンターテインメント社長の山口日昇が姿を見せ記者会見に応じた。会見で山口は、4月に続き5月30日にも後楽園ホールで興行を行う予定を明らかにした上で「ハッスルエンターテインメントはまだ潰れたわけではありません」と語り、坂田を軸にハッスルを再興する姿勢をアピールした。また同興行において、4月30日の興行に越中詩郎が参戦することも明らかになった。
4月30日、予定通り興行再開第1弾となる『坂田“ハッスル”亘〜審判の日〜』を開催。当日は大谷・越中らに加えザ・グレート・サスケが参戦したほか、WWEを退団したばかりのFUNAKIも来場しリング上から挨拶を行った。メインイベントでは山口が坂田とのタッグでプロレスラーとしてデビューを果たしたものの、試合中に右上腕骨幹部骨折で全治3か月の大怪我を負ってしまった。

### ハッスルMAN'Sワールド
6月、9月10日の再開第3弾興行よりイベント名を「ハッスルMAN'Sワールド」に改めることが発表された。しかし、FOSはハッスルとの提携を解消して、黒の中村カントクプロデュースによる新イベント「Euro Vintage Action（E.V.A）」を旗揚げすることが発表された。
7月21日、「ハッスルMAN'Sワールド」の運営を同名の新会社が行うことが発表された。代表には坂田亘が就任するほか、経営面を担当するCEOとして元新日本プロレス社長の草間政一が就任。発足時点で所属選手は坂田を含め3名と非常に小規模な形でスタートする。9月10日、新宿FACEで旗揚げ戦を行った。また7月に「ハッスルの兄弟イベント」としてスタートした小規模興行「ジェッツ」についても関わりを持つと見られた。なお、新会社はハッスルエンターテインメントとは資本関係を持たず、ハッスルエンターテインメントは倒産こそしていないものの事実上休眠会社となる。この結果、ハッスルは約6年半の歴史に幕を下ろすこととなった。
2011年3月、長らくハッスルを支えた山口日昇がいつもの失踪癖により離脱（現在は出版界に戻り「KAMINOGE」を編集）。また坂田亘も離脱と一部報道にあったが、坂田本人は離脱を否定（後の「ハッスルMAN'Sワールド6」で復活参戦した）。直後のイベント「ハッスルMAN'Sワールド#5」は、山口・坂田のツートップ不在の中、強行された。以降はファースト・オン・ステージ及びプロレスリングZERO1との協力関係を強化しつつ継続する方向（4月23日の大会は中止とされてZERO1に振り替えられた）。5月28日、「ハッスルMAN'Sワールド6」ではハッスル軍解散を懸けた試合が組まれるも勝利して解散は免れたが、それ以降は自主興行が行われなくなった。11月9日、ZERO1後楽園大会にて12月8日、ZERO1新宿大会より活動を再開することが発表され、提供試合が組まれた。この時点では坂田は離脱済み。その後もZERO1に試合提供を続ける他、KAIENTAI DOJOにも参戦している。
2012年3月2日、中村カントクより「終結宣言」が下され、「ハッスルMAN'Sワールド」の活動は一区切りとなった。これに伴い、2004年から続いた「ハッスル」ブランドの興行は事実上消滅となったが、選手はハッスルマンズワールド所属のままそれぞれZERO1以外の他団体に参戦していくことを宣言していた。4月1日に若鷹ジェット信介は株式会社エクスカリバーを設立し、上田祐介（@UEXILE）もエクスカリバーと契約。9月にエクスカリバーが管理するTAKESHIBAコロシアム（ZERO1道場。かつてはハッスルが使用した時期もあった）で開催された「若大将CUP」では若鷹ジェット信介監督の「HMW☆極軍」を結成し、上田も一員として再デビューを果たした。現在、2人はともにハッスルMAN'Sワールド（エクスカリバー）所属のまま出身地である福岡に戻り、華☆激、九州プロレス、FTOなど九州のローカルインディやK-DOJO福岡大会に参戦している。若鷹ジェット信介は、ハッスルMAN'Sワールド最終興行をハッスル旗揚げの場であるさいたまスーパーアリーナで開催することを目指している。
なお、「終結宣言」から10年以上経過した2025年1月現在も公式ホームページは更新こそされていないが残存しており、アクセスすることが可能となっている。

## ルール
ハッスルの試合は原則プロレスのルールで試合が行われるが、プロレス以外の試合があるのもハッスルの特徴のひとつである。以下に挙げる。
M字ビターンマッチ
回転するお立ち台にてM字ビターンを行う。
ダイナマイト・ハードコア・ハッスル・ウェポンマッチ
選手は各自自由に凶器を持参して入場し、試合中に使用する。試合開始から一定時間が経過すると、入場ゲートにあるパチンコ台のスロットが回転し、会場のどこかにこの回転を止めるボタンが出現して、このボタンを押して「当たり」を出すことができれば、ステージから登場する「スペシャルウェポン」を自由に使うことができる。ハッスル.3に初登場したが、あまりにも危険すぎるために、以降の大会では封印され続けていたが、ハッスル・マニア2007と大晦日ハッスル祭り2007で復活した。スペシャルウェポンにはジャイアント・シルバ（ハッスル.3）、マーク・ハント（ハッスル・マニア2007）、ミルコ・クロコップ（大晦日ハッスル祭り2007）が登場した。
観客ジャッジシステム
その名の通り、観客が判定に参加するシステムで、現在では歌対決などに用いられている。
エニィウェアフォール・エブリバディレフェリーマッチ
リング内外を問わず観客がレフェリーとして3カウントを入れることができるシステム。2005年3月18日のハッスル8（両国国技館）、島田二等兵（現在の特命係長 島田工作員）vs中村カントクにて。40分を超える試合の末、島田が勝利した。因みにカウント3を入れたのは青木裕子。
イリミネーションマッチ
どちらかのチーム全員がフォール、ギブアップ、もしくはOTRで退場されるまで続けられる。これまでに2度行なわれている。

## タイトル
団体所属或いはフリーの選手有志が中立の主催者の下で試合を行うイベントという性質から、当初は自前の認定王座を設けていなかったが、「ハッスル8」（2004年3月、両国国技館）より「ハッスル・ハードコア・ヒーロー（HHH）」が制定され、田中将斗が初代王者に就いている。そのハードコア戦は凶器攻撃であらゆる持ち物が持ち込み可能なため、田中将斗は白い粉が入った白いギター、黒田哲広は自転車を持ち込み、金村キンタローはパイプ椅子か竹刀を持参したりして暴れている（田中のギターは一回殴打し白い粉が出てしまえばギターが破壊され終わりであるが、その1回限りの利用を相手に使われてしまうことも度々ある）。
- HHH王座

「HHH」は「ハッスル・ハードコア・ヒーロー」の略。
1. 田中将斗
2. 安田忠夫

- ハッスルスーパータッグ王座

1. 天龍源一郎&安田忠夫
2. 坂田亘&崔領二
3. Erica&マーガレット
4. ババレイ・ダッドリー&ディーボン・ダッドリー

## 参戦選手
2005年11月3日に横浜アリーナで行われた「ハッスル・マニア2005」は、狂言師の和泉元彌、タレントのレイザーラモンHGの参戦が話題を呼び（HGは学生プロレスの経験があった）、連日ワイドショーなどで報道されて一気にブレイクし、満員の観衆を集めた。また、2006年6月18日にさいたまスーパーアリーナで行われた「ハッスル・エイド2006」では芸能界で最強の主婦と言われているカイヤが参戦したが、翌日のワイドショーなどには報道されなかった。同年11月23日に行われた「ハッスル・マニア2006」には眞鍋かをりの後輩である海川ひとみが参戦した。
橋本真也は「ハッスル4」（2004年7月、横浜アリーナ）を最後に肩の手術のため長期欠場に入ったが、2005年7月に急逝している。小川直也もまた、2007年にハッスルを高田総統に売却した後、主だった成績を上げることなく、旅に出る（かつての師匠であるアントニオ猪木の新団体「IGF」に参戦するため）と称してハッスルの舞台から去っている。
「ハッスル・ハウス クリスマススペシャル」（2004年12月、後楽園ホール）にはアリシンZこと浜田文子とHikaruが女子選手として初出場。以後、Ericaことアジャコングを始め女子選手の参加も徐々に増えていたが、のちに縮小した。
2007年になるとケロロ軍曹が地球（地球外の全宇宙人の呼称はペコポン)侵略の一環としてハッスルに参戦、スコット・ノートンらと戦っているが、S・ノートンに無残に子供たちの目の前で圧殺されるなど、奇想天外なストーリーが展開された。その際、実際にテレビの声の出演ケロロ軍曹（渡辺久美子）、タママ二等兵（小桜エツ子）、ギロロ伍長（中田譲治）が会場入りしアテレコを行っている。

## ご当地モンスター
地方開催に合わせて高田総統が発掘した「ご当地モンスター」も登場するのがハッスルの名物である。過去には北海道「マリモブラザーズ（マリオブラザーズ）」、青森「りんごブラザーズ、恐・イタコ（恐山のイタコ、名前は京唄子の洒落）」、仙台「仙台市・ロー（仙台四郎）」、新潟「イナゴライダー（稲作の大敵イナゴおよび175Rのもじり」、静岡「ザ・モンスターT（茶=Teaの「T」から）」、名古屋「ひつま武士&モンスターコメ兵（名古屋料理と当地中古品販売店）、アリマキネン・ミヤキネン・ヤスダキネン（有馬記念・高松宮記念・安田記念）」、大阪「KIDATA・ロー（浪速のモーツァルトことキダ・タローから）」、横浜「鬼妖拳（横浜のシューマイ崎陽軒）」、福岡「ミン・タイ・スー（明太子の中国語読み）」といったモンスターがハッスル軍と激闘を繰り広げた。

## ゲスト
また、対戦とは別でサプライズゲストが登場する時がある。これまでも猫ひろし、まちゃまちゃ、そして秀逸なのはモンスターKこと川田利明よりハッスルあちちこと大谷晋二郎が「最近頭髪のあたりが似ている」という指摘を受けたのを機に、2005年のハッスルハウス・クリスマススペシャルに突如観客席から江頭2:50が登場しリング上で江頭とあちちの当人同士の対面が実現した。最後の決めポーズは「がっぺむかつく!」だった 2007年にはアントキの猪木がA.猪木となり、ジャイアントビターンを受けたジャイアント・バボがジャイアント馬場となりタッグで対戦し往年のファンの長年の夢をあっさり実現。
- 妖精さん（小池栄子似）
- 有田総統（自称ハッスル軍総統）
- 小島よしお
- テツandトモ
- ケロロ軍曹
- ガッツ石松
- 小梅太夫
- 藤崎マーケット
- オリエンタルラジオ
- ほしのあき
- ケンドーコバヤシ
- 小倉優子
- ウォーレン・クロマティ
- 江頭2:50
- アントキの猪木
- ドクター中松
- 鼠先輩
- ほんこん
- 佐藤栄一
- 福田富一
- つぶやきシロー
- U字工事
- 木下博勝
- 田中星児
- 黒沢かずこ
- 泰葉
- 秋山莉奈

## リングアナウンサー
リングアナウンサーは声優の太田真一郎とラジオ・パーソナティーのケイ・グラントが務めていた。PRIDEのリングアナでもある太田は、インリン様の試合において、PRIDEでの「体重差がある選手同士の試合」において四点ポジションにおける頭部への打撃が認められるケースを案内するのと同じ口調で、インリン様のムチの使用を認めるアナウンスを行い観客の笑いを誘った。会場で流れる選手紹介などの映像ナレーションは諏訪部順一が担当している。
2006年4月開催のハッスル16では元毎日放送アナウンサーで、現毎日放送『ちちんぷいぷい』専属パーソナリティーの角淳一も1度だけ務めた。これは、『ちちんぷいぷい』内で高田総統に「老いぼれの角くん、下品な腰振り野郎（レイザーラモンHG）とリングの上で勝負する気があるのなら、モンスター軍に入れてやろう」と言われたため。自身は新聞で「もう何十年も見てないですから。力道山の時代ですから。ザ・デストロイヤーの足4の字固めで苦痛にゆがむ表情は印象に残っているが…」とコメントする。当日はハリーポッターのガウン姿で登場した。

## 実況とゲスト
テレビでの実況はフリーアナウンサーの矢野武、髙橋大輔、解説は東京スポーツの平塚雅人。解説席には、当初掟ポルシェ、その後ドン荒川らに変更した。しばらくタイガー木原（木原二軍監督）に定着したが、後に姿を消した。ゲストに2004年からハッスル・マドンナこと青木裕子が定着していたが、鈴木浩子第3代GMの強権により降板、坂田軍団入りしてストーリーに絡む様になった後、フジテレビショック後に説明なく姿を消した。「ハッスル・エイド2006」では眞鍋かをりが実況席のゲストとなり、眞鍋はその後もエイドやマニアの大きな大会のゲストとして出演した。2006年9月のハッスル・ハウス20から真鍋と同じ事務所の浜田翔子と海川ひとみがレギュラーの実況ゲストとして出演した。海川がハッスル・マニア2006でハッスルに参戦してからは浜田1人の実況ゲスト（ハッスルバックアッパーズ）という形が定着している。
東海テレビで放送していた特番に於ける番組ナビゲーターは、ハッスル1と2では小倉優子が担当し、ハッスル3からインリン・オブ・ジョイトイが高田モンスター軍「セクシー方面司令官」として進行役を務めた。この出演がきっかけとなって、後にインリンは「インリン様」として実際の試合に絡む様になった。

## 興行
ハッスルは、1万人規模の会場で行う「ハッスル」（「ナンバーシリーズ」とも呼ばれ、主に奇数月開催）と、2千人規模の会場で行う「ハッスル・ハウス」（第1回は2004年6月28日、後楽園ホール）とに分かれる。これらの関係は、まず事前の記者会見等で抗争や因縁が勃発、それをハッスル・ハウスで発展させ、ナンバーシリーズで決着させるというファイティング・オペラの名に違わぬ三幕構成になっている。
また、その年の集大成的な興行として「ハッスル・マニア」を開催している（2005年は11月3日に横浜アリーナにて開催）。さらにクリスマスには「ハッスル・ハウス クリスマスSP」と銘打ったサブタイトル付きでよりストーリー性を明確にした興行が開催される。
ハッスル・マニア級のイベントとして、「ハッスル・エイド」と「ハッスル祭り」を開催している。「ハッスル・エイド」はその年の前半部分の集大成という位置づけであり、「ハッスル祭り」はお祭り的な意味合いが強い。2008年から「ハッスル・マニア」は「ハッスル祭り」を吸収するかたちで興行が開催され、2009年には新ストーリーを展開するためのイベントとして「ハッスル・ジハード」が開催された。
2008年に大変革が行われ、「ハッスルナンバーシリーズ」と「ハッスル・ハウス」が1本化され、「ハッスル・ツアー」となった。同時に、「ハッスル軍」、「高田モンスター軍」などの枠組みを撤廃し、ハッスラーNO.1を決める史上空前のトーナメント『ハッスルGP2008』が開催され、「ハッスル・ツアー」の一部として組み込まれた。
スタート当初は首都圏で集中的に開催されていたが、2005年からは首都圏外での興行を増やし、全国展開を進めている。当時は首都圏内のナンバーシリーズをDSEが、ハッスル・ハウスおよび首都圏外のナンバーシリーズをファースト・オン・ステージ（FOS、プロレスリングZERO1-MAXの運営会社）がそれぞれ運営する形となっていたが、ハッスルエンターテインメント設立後はナンバーシリーズやハッスル・ハウスを含むすべての興行が同社主催となっている。
興行のクレジットは、2006年6月5日まで「主催」がDSE、「協力」が東海テレビ放送などFNS加盟各局（名古屋大会のみ主催）とFOSとなっていた。

## 放送
第1回大会から衛星放送ではパーフェクト・チョイスなどのチャンネルでPPVにて興行の生中継および再放送を行っている。視聴料金は2,100円。
ハッスル公式の有料会員サイト「ハッスル・マニア」では、記者会見の模様や試合のダイジェストなど、膨大な数の動画を視聴することが可能である。
インターネット放送、GyaOでは、2005年11月にハッスル・マニア2005が配信され、以後ハッスルナンバーシリーズを全試合配信していた が、2006年11月 - 12月にハッスル20が配信されて以来、2008年現在は配信していない。なお、GyaOでの放送は入場曲は差し替えられていた。
2009年2月、ハッスルの過去のナンバーシリーズを有料で配信するサイト、ハッスル×ムービーゲートがサービスを開始した。
地上波放送では、愛知・岐阜・三重の3県をエリアとする東海テレビが2004年のハッスル1から全大会を75分枠の特別番組を主に月曜深夜に不定期で放送していた。この特番については地方興行の直前にテコ入れとして青森テレビ、テレビ新広島、テレビくまもとなどローカル放送される例が見られた。さらに東海テレビでは2005年10月29日よりフリーアナウンサーの矢野武を司会に、タレントの吉本衣里をアシスタントに迎え、「ハッスル×ハッスル」（通称ハスハス）という30分の情報番組を毎週金曜日の深夜に放送していた。
地上波での初の全国放送として、東海テレビをキー局にフジテレビ系列でハッスル・エイド2006を大会翌日の2006年6月19日に録画放送することが決定していたが、6月5日にフジテレビ側からDSE関連のイベントの放送を打ち切る発表が行われ、ハッスル・エイド2006の放送が中止となったため、地上波全国放送は実現しなかった。系列局である東海テレビもこれに同調してハッスル関連すべての放送打ち切りを決定したため、「ハッスル×ハッスル」も打ち切りとなった。
因みに、大阪で興行が行われる際は近畿圏のフジテレビ系列局である関西テレビはCMの放映や興業のクレジットにも名を連ねないなど一切協力していない（ただしハッスル・マニア2005のみ放送）。大阪で開催されたハッスル16においてはライバル局である毎日放送の情報番組「ちちんぷいぷい」に高田総統が告知のため録画出演し、元同局アナウンサーで同番組の司会者（月〜水曜）の角淳一がよしもと軍団による第3ハッスルのリングアナを担当していた。また、札幌で開催されたハッスル・ハウスVol.7・8については北海道の日本テレビ系列局である札幌テレビが所有していた札幌メディアパーク・スピカで開催され、高田総統が同局で中継した日本ハムvs阪神の始球式に登場するなど宣伝活動を展開した。
東海テレビとフジテレビが放送撤退後初めての地上波の番組として、2006年10月6日に行われるハッスル19のPR番組として10月1日に兵庫県独立UHF放送局・サンテレビで「ハッスル上陸大作戦」が放送された。次いで青森県で開催された2007年6月10日のハッスル23は地元局の青森テレビが6月2日に事前PR番組を放送し、6月25日深夜に大会の録画中継を行った。
格闘技専門チャンネルのFIGHTING TV サムライでは、ペイ・パー・ビュー放送から時間を置いて、大会の録画中継番組を放送している。再放送はおよそ各興行の3か月後に放送される。東海テレビの「ハッスル×ハッスル」も放送していたが、フジテレビのショックを受けてハスハスも打ち切りとなった。2006年9月からは「ハッスルFC」を放送。2007年6月にはハッスル・エイド2007応援企画としてPPV放送と同じ内容のハッスル23の生中継が行われた。リピート放送はなく、再放送は同時生中継されるPPVのみだった（しかし後に再放送を行った）。
2006年6月のフジテレビショック以来、一部ローカル局を除いてハッスルの地上波放送はなかったが、2007年9月8日にテレビ東京でハッスル・エイド2007の録画中継番組を放送したのを皮切りとして、同局での放送が実現した。なお、同年10月6日から2008年3月29日までは土曜26:50 - 27:20にケンドーコバヤシを司会に、タレントの折原みかをアシスタントに迎えた京楽提供の情報バラエティ番組「どハッスル!!」の放送が関東ローカルのみだが放送されていた。現在は3か月に2回程度の特別番組も放送している（日曜16:00 - 17:15など）。なお、これに伴い「テレビ東京系列外の視聴者にも見られる環境にする」事として、テレビ東京系列のBSデジタル放送局・BSジャパンでもテレビ東京系列の中継を再放送を行い、テレビ東京系列ではない地域でも、地上波放送の方を録り逃した人でも日本全国何処からでも見られる様にすることもやっていく、としている。そして2007年12月31日にはファイティング・オペラ「ハッスル」を初めてテレビ東京系列のゴールデンタイム（21:30 - 23:30 BSジャパンでは別番組でクラシック音楽番組「神尾真由子 優勝の軌跡〜すべて聴かせます!チャイコフスキーコンクール演奏10曲」を放送）で放送（同月10日から4回にわたり月曜21:54 - 22:00でメイキングミニ番組「ハッスル大晦日への道」を放送）。関東地方での視聴率は4.0%で、テレビ東京が2002年から設定している大晦日特番（21:30 - 23:30の枠）の中では歴代最高となった。
12月25日放送のものまね王座決定戦で久々に高田モンスター軍のみ久々にフジテレビに登場した。
2008年10月3日から2009年9月25日まで、格闘アニメの実写版★スポーツエンターテイメント「ハッスル」の魅力をラジオで伝える番組として、『高橋大輔と高垣彩陽の夜ナ夜ナハッスル』が毎週金曜日24：00 - 24：30にラジオ関西で放送されていた。
2008年10月15日、第2のインリン様オーディションが本格始動し、テレビ東京系列で土曜24時55分から放送されていたオーディション番組『イツザイ』の番組内で募集していた“第2のインリン様発掘プロジェクト”の第1次オーディションが行われた。

## 課題
レイザーラモンHG（住谷正樹）や和泉元彌に代表される芸能人によるハッスル参戦という話題性を先行させるスタイルをとっている。また、興行に於いては芸能人参戦者が中心としプロレスラーが表向き脇役を担うケース、芸能人（特にHGとインリン様〈ニューリン様〉、最近ではRG）が現役のプロレスラー顔負けのムーブなどで観客を沸かせている姿など多角的な取り組みをしている。
プロレスラーの中にも北斗晶や外道のようにハッスルに対して嫌悪感を顕わにしているものもいる。また、ハッスル・マニア2005の成功後、ストロングスタイルの支持者とされるプロレスライターの安田拡了は「日本のプロレスが壊れた」と評した。しかし、高田総統はことあるごとに「日本のプロレス界を根こそぎぶち壊す」と宣言しており、ある意味で当然のことであるという指摘もある。
気ままでマイペースな性格で知られる安田が天龍に「天龍さん、この団体はとんでもないところですよ……」と忠告するほどの型破りな団体であり、これには天龍も「え！　お前がそんなこと言うの!?」と驚きを隠せず、様々な団体での経験により胆力を身に付けていた天龍もしばらくハッスルには疑心暗鬼になっていた。
ハッスル自体も旧来のプロレス団体（特に新日本プロレス）を笑いのネタにして批判するテキストを好むため、対立関係が常態化した。
また、同じDSEの主催するPRIDEが2006年からフジテレビ系列での放送中止が決定し、母体であるDSE自体が危機になり、立ち上げ当初「DSEの税金対策」と揶揄されたハッスルがこのままの形態で興行を続行できるのか危惧された。2007年に入りDSEからの分離独立が報道され、まず2月1日に高田モンスター軍が総額100億M（モンスター）ドルで買収というギミックで独立が発表され、4月24日付けで正式に新会社「ハッスルエンターテインメント」を設立して独立した。

## ハッスルポーズ
ハッスル軍の選手が、主に試合後に気勢を上げるために行うポーズである。橋本と小川が考案した。
腰の辺りで両腕を構え（拳は握る）、「スリー、ツー、ワン」のカウントダウンの後、「ハッスル!ハッスル!」と発声しながら、ウォー・クライのポーズで二度、両腕を力いっぱい引くと同時に腰を突き出す。当初は後背位のセックスを連想させるポーズであったため、微妙な評価であったが、継続しているうちに同イベントの象徴として定着した。TAJIRIはハッスルに正式参戦した後のサイン会で彼は「6月のECWワン・ナイト・スタンドでハッスルポーズをアメリカに広めたい」と語り、実際にハッスルポーズを黒田哲広と共に披露した。
橋本真也が途中でそのハッスルポーズはただ下品に終わってしまうとの観点から、従来のハッスルポーズに続けて頭上で手首を交差し「トルネード」と唱えながら腰を三回転半させた後に右足を出して「ハッスル!」と両腕を再度力いっぱい引く「トルネードハッスル」を考案したが、その普及を待たずして橋本が没したため、彼の追悼興行を最後に封印されている（ハッスル・ハウス vol.17で橋本真也没一年追悼公演「ハッスル・キング メモリアル6人タッグトーナメント」優勝の「チーム ハッスル・キング（大谷晋二郎・田中将斗・安田忠夫）」と橋本真也前夫人ら家族とともに「メモリアルトルネードハッスル」として記念に行われている）。現在はHG考案の「ハッスル!ハッスル!フォー!」と足を4の字に組むなど、HGの得意ネタである「フォー!」のポーズで締めることが多くなっている。ハッスル・ハウス vol.17では、モンスター軍からハッスル軍入りしたニューリン様が台の上に乗り、「ハッスル!ハッスル!トルネ〜ド〜MAX!」という掛け声と共に、橋本真也の考えたポーズにM字開脚を組み合わせたハッスルポーズを行った。
プロ野球の読売ジャイアンツの選手、阿部慎之助が2004年4月29日の試合で月間本塁打の日本タイ記録をマークした直後、先輩の清原和博、タフィ・ローズらと披露したことを端緒に、スポーツ界や芸能界にも広まって流行した。同年7月には日本高等学校野球連盟が『夕刊フジ』の取材に対し「ハッスルポーズなど、試合中の選手による派手なパフォーマンスには注意を与える」と述べ、同年の参議院議員通常選挙の遊説では当時の自由民主党幹事長だった安倍晋三が応援に駆け付けた小川の勧めでポーズを決め、同年11月には競馬のGIのジャパンカップに小川がゲストに招かれ、10万人以上の競馬ファンの前でハッスルポーズを行うなど、社会現象ともなった（しかし、これは小川が当時開催されたPRIDEヘビー級グランプリに参加し、そのリング上で披露した影響が強かったと思われる。そのため、当事者らがプロレスイベントでのポーズであるとの認識は希薄である）。
因みに、ハッスル軍が行うハッスルポーズに対抗し、高田モンスター軍にもモンスター軍流のハッスルポーズ「ドゥ・ザ・ハッスル」ポーズがある。胸の前で右腕で力こぶを作りながら「ドゥー・ザ・ハッスル!」と叫ぶだけの単純なポーズである。島田二等兵とアン・ジョー司令長官が普及を図っていたが、いつしかフェードアウトしていった。現在、モンスター軍が締める時は高田総統の音頭で「スリー、ツー、ワン、ビターン!」で締めている。退場する際は「バッドラックだ!」と言う（高田総統がその決め言葉を言う前に川田利明がその言葉を先走って言ってしまうことがあり、高田もその瞬間に「おーい、その言葉は俺のだろ」と慌てふためく瞬間が多い。その切り返しを受けた川田が意に介さない表情をするのも爆笑を誘う）。
2006年にギミック上第3代GMに就任した鈴木浩子が、小川直也が細木数子の冠番組に出演した際に教わったという新たなるポーズ「パワーアップでオー!」をハッスルポーズに代わる新たなポーズにしようと試みたが、初めて会場で披露した時には観客の大多数が拒絶反応を示した。

## ポスター
イラストレーターの金子ナンペイがポスターを描いていた。橋本真也のアフロヘアー、川田利明のブルース・リーばりの黄色のトラックスーツ、小川直也の孫悟空のスタイルなど金子がポスターに描かれていたものが後にリングの扮装に反映されることが起こっていた。2007年頃からポスターはイラストでなく写真を使う様になっている。

## オーディション
ハッスルでは随時新メンバーを決めるオーディションを開催している。2008年、オーディション番組「イツザイ」（テレビ東京とTVQ九州放送では土曜24:55 - 25:25に放送）にて「第2のインリン様を決めるオーディション」が開催された。様々な審査が行なわれ、候補者は5名（長澤つぐみ、蓬莱沙織、憂季、小林まり枝、美月あかり）にまで絞り込まれた（その他参加者の中にはアイスリボンのレスラーとしても活躍する安藤あいかの姿もあった）。12月24日、後楽園ホール大会で候補者5名に高田総統が告げたのは合格者なしであった。「ハッスル・マニア2008」（有明コロシアム）にてデビューできるイツザイが誕生することのないまま、「第2のインリン様オーディション」は終了した。その影響で「ハッスルマニア」は、その年の12月で地上波放送が終了。翌2009年、「イツザイ」は9月に月曜深夜1時に放送時間、タイトル変更されたのも遠因になった。

## 舞台
日本ハッスル化計画の一環とし2008年4月から連載中のケータイ小説「ラブ&ハッスル」が舞台化。
- 製作総指揮 : 泉忠司
- ミュージカル統括 : 林浩代
- プロレス総括 : TAJIRI

ハッスルガールズ
- 出演者 : 名高梨緒、近藤朱里、村上友梨、竹内綾香、富山智帆、吉永みち

モンスターガールズ
- 出演者 : フランソワーズ広田、バンビ、吉川めぐみ、市場法子、村田美樹

ハッスラー
- 出演者 : TAJIRI、KUSHIDA、小路二等兵、モンスター℃、＼(^o^)／チエ、レイ大原、高田総統

## コラボレーション
2008年12月11日、Wii（任天堂）専用ソフト『アルゴスの戦士 マッスルインパクト（テクモ）』とのコラボレーションイベント『アルゴスの戦士 ハッスルインパクト』が開催された。スペシャルゲストは秋山莉奈。

## 関連商品

### ハッスルカレー
2004年11月29日から2005年3月までの期間限定で小川直也の「ハッスル チキンカレー・辛口」と橋本真也の「ハッスル ポークカレー・中辛」というレトルト食品カレーを明治製菓が発売した。小売り価格は298円、内容量は250グラム。パッケージには高田総統のひとくちコメントで、それぞれ「チキン野郎のチキンカレー」と「ブタ野郎のポークカレー」と書いてあった。

### ハッスルドリンク
ハッスルドリンクという栄養ドリンクがサンリッツ株式会社から2004年に発売された。第1弾としてハッスルドリンクとアリシンZが同年11月に発表され、タイアップした女子レスラーの浜田文子扮する覆面レスラーのアリシンZがハッスルのマットに登場する様になった。続いて2005年6月には第2弾の疲れ編と眠気編も発売され、ドリンクのイメージキャラクターには高田総統とインリン様が採用されていた。これらの飲み物は会場でも配布されていた。

### ハッスルオフィシャルQUOカード
2008年からJCBより「ハッスルオフィシャルQUOカード」が発行され、楽天市場にて発売された 巷で話題のファイティング・オペラ『ハッスル』がQUOカードで登場。インリン様や高田総統などのQUOカードが販売されている。

### ハッスルオリジナル携帯
ハッスル軍仕様とモンスター軍仕様がある。

### ハッスルイコライザーTシャツ
携帯の着信にあわせてTシャツのLED部分（ハッスルのロゴ）が光る。